# Himalaphantes uncatus
Espèce
Himalaphantes uncatus est une espèce d'araignées aranéomorphes de la famille des Linyphiidae.

## Distribution
Cette espèce est endémique du Yunnan en Chine,. Elle se rencontre dans le xian de Tengchong.

## Description
Le mâle holotype mesure 3,13 mm et la femelle paratype 3,63 mm.

## Systématique et taxinomie
Cette espèce a été décrite par Zhang, Liu, Irfan et Peng en 2022.

## Publication originale
- Zhang, Liu, Irfan & Peng, 2022 : « A survey of the genus Himalaphantes Tanasevitch, 1992 (Araneae, Linyphiidae) with description of three new species from Yunnan, China. » ZooKeys, vol. 1123, p. 47-62.